# Clubul Sportiv Dinamo București (pallacanestro)
Il CS Dinamo București è una società cestistica, parte della polisportiva Dinamo Bucarest, avente sede a Bucarest, in Romania. Fondata nel 1950, gioca nel campionato rumeno.
Disputa le partite interne nella Sala Dinamo, che ha una capacità di 1.024 spettatori.

## Palmarès
- Campionato rumeno: 22

1953, 1954, 1955, 1957, 1965, 1968, 1969, 1970, 1971, 1972, 1973, 1974, 1975, 1976, 1977, 1979, 1983, 1988, 1994, 1997, 1998, 2003
- Coppa di Romania: 4

1967, 1968, 1969, 1980

## Cestisti
- Noah Dahlman 2015-2016